# Milk and Alcohol
"Milk and Alcohol" is een nummer van de band Dr. Feelgood dat in 1979 de negende plaats bereikte in de Britse hitlijst. Geschreven door Nick Lowe en Gypie Mayo, en geproduceerd door Richard Gottehrer, werd het nummer Dr. Feelgood's grootste hit en wordt het nog steeds door de band gespeeld.